# Рудольф Фрідріх Гогенакер
Рудольф Фрідріх Гогенакер (1798 — 14 листопада 1874) — швейцарсько-німецький місіонер, лікар та ботанік.
У 1820-х роках він був призначений як лікар і місіонер у швабську колонію Геленендорф на Закавказзі. Основну увагу приділяв збору рослин у цьому регіоні. У 1841 році він повернувся до Швейцарії та оселився у Базелі. Незабаром після цього переїхав до Штутгарта, Німеччина (1842—1858), а у 1858 році перебрався до міста Кірхгайм-унтер-Тек.
Гогенакер був автором Enumeratio Plantarum quas in itinere per provinciam Talysch collegit.
Р. Ф. Гогенакер помер 14 листопада 1874 року.

## Почесті
У 1836 році рід Hohenackeria (родина Apiaceae) був названий на його честь.